# جفر منصور (منبج)
جفر منصور قرية سوريّة تتبع إداريّاً لمحافظة حلب منطقة منبج ناحية خفسة، بلغ تعداد سكانها (1,136) نسمة حسب التعداد السكاني لعام 2004.